# Иванов, Пётр Зиновьевич
Пётр Зиновьевич Иванов — советский хозяйственный, государственный и политический деятель.

## Биография
Родился в 1937 году в селе Караина. Член КПСС.
С 1955 года — на хозяйственной, общественной и политической работе. В 1955—1997 гг. — рабочий на заводе в городе Хмельницкий, шахтер на шахте в городе Луганске, токарь, бригадир токарей Хмельницкого завода кузнечно-прессового оборудования имени В. В. Куйбышева Министерства станкостроительной и инструментальной промышленности СССР.
Указами Президиума Верховного Совета СССР от 24 апреля 1975 года и от 11 марта 1981 года награждён орденами Трудовой Славы 3-й и 2-й степеней.
Указом Президиума Верховного Совета СССР от 10 июня 1986 года награждён орденом Трудовой Славы 1-й степени.
Делегат XXVII съезда КПСС.
Умер в Симферополе в 2020 году.